# Mideopsis crassipes
Mideopsis crassipes är en kvalsterart som beskrevs av Soar 19041941. Mideopsis crassipes ingår i släktet Mideopsis och familjen Mideopsidae. Inga underarter finns listade i Catalogue of Life.